# ابینگدان (آیووا)
ابینگدان، لوا (به انگلیسی: Abingdon, Iowa) در ایالات متحده آمریکا است که در شهرستان جفرسون، آیووا واقع شده‌است.